# Wernher von Braun
Wernher Magnus Maximilian, Freiherr von Braun, född 23 mars 1912 i Wirsitz, Tyskland, död 16 juni 1977 i Alexandria, Virginia, var Nazitysklands ledande raketforskare och mannen bakom de första lyckade uppskjutningarna av raketer i atmosfären. Han kallas därför ibland "rymdens besegrare". Han var 1937–1945 teknisk chef för utvecklingen av V-2-raketen, som i andra världskrigets slutskede användes av Tyskland mot Storbritannien.
Efter andra världskriget blev han tillfångatagen av den amerikanska armén, efter att hans bror Magnus von Braun, som kunde engelska, kontaktat amerikanerna. Efter krigsslutet fortsatte han sitt arbete i USA, till en början under internering. År 1955 blev han amerikansk medborgare och övergick till att leda USA:s utveckling av raketer för rymdprogrammet, bland annat Saturn I, Saturn IB och Saturn V (Raketprogrammet Saturn).

## Biografi

### Uppväxt och utbildning
Wernher von Braun föddes i Wirsitz i provinsen Posen i nordöstra Tyskland (numera i Polen) som den andre av Magnus Freiherr von Brauns tre söner. Hans morfar och namngivare var Wernher von Quistorp (1856–1908), godsägare och medlem av det preussiska överhuset. Wernher von Braun kunde 18 år gammal, efter bra prestationer, ta studenten i förtid vid Hermann-Lietz-Schule på Spiekeroog påsken 1930. Han experimenterade redan i ungdomen med raketer och skrev en avhandling om rymdfärder. Från 1929 arbetade han tillsammans med Hermann Oberth i Reinickendorf i Berlin och från 1932 i Kummersdorf-Gut utanför Berlin stödda av Walter Dornberger vid Heereswaffenamt. von Braun tog stort intryck av den slovenske astronomen och astrofysikerns Herman Potočniks bok Das Problem der Befahrung des Weltraums och Oberths bok Die Rakete zu den Planetenräumen. Från 1930 studerade von Braun fysik vid Tekniska högskolan i Berlin och vid Tekniska högskolan i Zürich. 1934 promoverades han i fysik vid Friedrich Wilhelms-universitetet i Berlin med ämnet "Konstruktive, theoretische und experimentelle Beiträge zu dem Problem der Flüssigkeitsrakete". Wernher von Braun deltog i testen vid Raketenflugplatz Berlin som medlem av Verein für Raumschiffahrt.

### Peenemünde
Wernher von Braun var teknisk direktör vid Heeresversuchsanstalt i Peenemünde på ön Usedom 1937–1945. Här ledde han bland annat utvecklingen av aggregat 4, förkortat A4, en storraket driven av flytande bränsle. Den byggdes senare i serie under beteckningen V-2. Den tekniska innovationen låg i att man kopplade ihop drivmedelsmotorerna (tyska Flüssigkeitstriebwerke) och på så sätt för första gången kunde stabilisera flygbanan och automatiskt få bort avvikelser. Efter att förbränningen slutat nådde A4 den tredubbla ljudhastigheten. 1942 överskred en prototyp för första gången en höjd över 80 km och 1945 nådde man över 120 km. Denna ständiga förbättring var det framförallt utvecklingen av anpassade turbopumpar som stod för, då dessa pressade in stora mängder bränsle i brännkamrarna.

### Politik och teknik
von Braun blev medlem i nazistpartiet (NSDAP) 1937 och 1 maj 1940 blev han medlem i SS där han avancerade till SS-Sturmbannführer (motsvarande major i Wehrmacht). Historiska belägg visar en fängelsevistelse i mars 1944 då von Braun greps av Gestapo på initiativ av Heinrich Himmler. Han anklagades för förräderi och för att ha hotat försvarsförmågan (Wehrkraftzersetzung) och förberedelser för en flykt till England vilket kunde innebära dödsstraff. Det var bara hans särskilda betydelse för A4-programmet som räddade honom efter att Albert Speer och Walter Dornberger intervenerat hos Hitler.
Att Wernher von Brauns intresse riktades mot rymden visade sig bland annat av att hans utkast till aggregaten 9 till 12 har astronautkapslar. Efter V-2-anfallen mot London 8 november 1944 ska han ha sagt: "Det skulle aldrig ha fått hända ... Vi har byggt dessa raketer för att öppna dörren till andra världar, inte för att skapa ödeläggelse på denna jord. Ska det vara frukten av vårt arbete?" (tyska "Das hätte nie geschehen sollen ... Wir haben diese Rakete gebaut, um das Tor zu anderen Welten zu öffnen – nicht um Verwüstungen auf dieser Erde anzurichten. Soll das die Frucht unserer Arbeit gewesen sein?"). Hans motsägelsefulla person blir än tydligare, då man ser till att Wernher von Braun arbetade under ett militärt uppdrag med ett vapen som hade en aldrig tidigare sedd räckvidd och snabbhet och förde ett ton sprängmedel mot sitt mål och som man inte kunde försvara sig emot. von Braun verkade också under sin tid i USA på eget initiativ i rustningsindustrin och var bland annat en väsentlig del av utvecklingen av de första amerikanska atommedeldistansraketerna Redstone.

### Dora-Mittelbau
Serietillverkningen av V2 var mycket arbetsintensiv och man satte in fångar från koncentrationslägret Dora-Mittelbau i arbetet. Denna del av von Brauns liv ses mycket kritiskt av historiker då von Braun skulle ha svårt att avsäga sitt ansvar för denna produktion. Andra anklagar honom för att vara en opportunist. Han krävde i en skrivning från 12 november 1943 att få 1350 arbetare, men detta betydde koncentrationslägerfångar. Några fångar vittnade senare om att de sett honom besiktiga arbetsplatserna. von Braun själv förklarade att han inte visste något om tvångsarbetarnas elände och att han inte var ansvarig för att de användes i produktionen. Att Wernher von Braun befunnit sig i lägret Dora-Mittelbau finns det inte direkta belägg för. Det finns dock ett brev daterat 15 augusti 1944 till Albin Sawatzki, som var ansvarig för planeringen och styrningen av V-2-tillverkningen. Detta belägger att Braun själv letade fångar i koncentrationslägret Buchenwald. I en intervju från 1969 medgav von Braun att tvångsarbetarna var i ett "erbarmligt tillstånd" (erbarmungswürdiger Zustand), och gjorde intryck som "skulle tynga varje anständig mans själ" (schwer auf der Seele jedes anständigen Mannes lasten). Enligt von Braun själv skämdes han över att sådana saker var möjliga i Tyskland. I samband med utbyggandet av Dora-Mittelbau och den påföljande tillverkningen av A4-raketer och andra vapen miste, enligt officiella siffror i SS-akter, omkring 12 000 tvångsarbetare livet. Vapnet krävde sammanlagt 8 000 offer när det sattes in, huvudsakligen civilbefolkning. V-2 var det enda vapnet vars produktion krävde mer offer än dess användning.

### V-2 och krigsslutet
Totalt sattes omkring 3 000 V-2-raketer in i kriget, en tredjedel av dessa mot London. Många sattes även in mot Antwerpen sedan de allierade satt upp sitt högkvarter där. Men många flög helt enkelt fel. Sprängkraften hos alla avfyrande V-2-raketer tillsammans var knappt större än den hos ett enda mellanstort bombanfall under andra världskriget. Verkan var psykologisk då det inte fanns något motvapen, men deras militära betydelse var liten. 11 april 1945 ockuperade amerikanska trupper Mittelwerks produktionsplatser i Bleicherode. Hundra A4-raketer transporterades till USA där de bildade grunden för det amerikanska raketprogrammet. 
Några dagar tidigare hade raketpionjärerna Wernher von Braun och generalen Walter Dornberger tagit sin tillflykt söderut till hotell och kaserner i Peiting i södra Bayern för att undkomma den sovjetiska ockupationsmakten. Sedan de amerikanska trupperna ockuperat Oberbayern kontaktade den engelsktalande brodern Magnus von Braun amerikanerna, som man kunde räkna med hade ett intresse av de tyska kunskaperna rörande raketer. Mer än 100 raketutvecklare fördes 1945 till USA inom ramen för Operation Paperclip (f.d. Operation Overcast). Även Walter Dornberger från Heereswaffenamt fann i USA en ny plats att verka i. Det fanns också de som blev en del av Sovjetunionens rymdprogram; bland dem von Brauns assistent Helmut Gröttrup som var en av 5 000 tyska raketforskare som Sovjetunionen tog hand om. Wernher von Braun blev 20 juni 1945, med godkännande från  USA:s utrikesminister, tillsammans med sina specialister överförd till USA. Detta tillkännagavs inte officiellt förrän  1 oktober 1945. von Braun ledde senare över hundra utvecklare i Huntsville i Alabama för den amerikanska arméns räkning. Man bortsåg från de tyska teknikernas bakgrund i Nazityskland. 1947 reste von Braun tillbaka till Tyskland för att gifta sig med sin betydligt yngre kusin Maria von Quistorp i Landshut. 1949 reste familjen von Braun officiellt över till USA.

### NASA
Wernher von Braun blev teknisk rådgivare åt det amerikanska raketprogrammet. Från 1950 arbetade han på Redstone Arsenal i Huntsville i Alabama som ledare för utvecklingen av de första amerikanska atommedeldistansraketerna Redstone. Bland de medarbetare som följt med från Tyskland hörde Dieter Grau. Han kunde diskutera sina idéer om en bemannad rymdfärd vid First Symposium on Space Flight som ägde rum på en konferens på Hayden Planetarium i New York 12 oktober 1951. Under perioden mellan mars 1952 och april 1954 publicerade han tillsammans med andra författare en serie av artiklar i tidskriften Collier's Weekly. Han presenterade där, för den breda amerikanska allmänheten, hur en bemannad rymdfärd skulle kunna ske rent tekniskt. 1955 blev von Braun amerikansk medborgare. 17 februari 1958 utkom Time Magazine med von Braun på omslaget under beteckningen "Missileman".
21 oktober 1959 överfördes von Braun officiellt till NASA. Strax innan hade man beslutat om byggandet av en stor bärarraket, som senare blev Saturn V. 1960 utnämndes von Braun till direktör för George C. Marshall Space Flight Center i Alabama, en tjänst han hade fram till 1970. Här var han en starkt bidragande orsak till de framgångsrika programmen Mercury, Gemini och Apollo. Han ledde utvecklingen av de första stegen av Saturn V-bärarraketen, som startade för första gången 27 oktober 1961. Hans största framgång – uppfyllande mångåriga drömmar – var månlandningen 1969. Hans rival på den sovjetiska sidan Sergej Koroljov, skaparen av det sovjetiska rymdprogrammet, kunde inte uppleva händelsen eftersom han avlidit 1966. von Braun var populär hos JFK som sidsteppade en del av von Brauns chefer. Han lämnade Huntsville och flyttade till NASA:s huvudkontor i Washington DC och blev ställföreträdande direktör (administrator) och gick in för genomförandena av en del projekt, däribland en bemannad Mars-mission, men också på grund av motsättningar när det gällde storleken och därmed kostnadseffektiviteten för/hos rymdskytteln.  Wernher von Braun lämnande NASA 1972 efter sin besvikelse över bl. a. de stora budgetnedskärningarna av den amerikanska kongressen och blev vicepresident för ett dotterbolag till Fairchild, en stor flyg- och rymdkoncern. Han bosatte sig i Alexandria i Virginia. 31 december 1976 gick von Braun i pension. Vid en hälsokontroll upptäcktes att han hade njurcancer. Under sin tid på sjukhuset fick han besök av astronauten Neil Armstrong. Han talade då om att han hade ytterst små chanser att överleva. Han avled den 16 juni 1977. I enlighet med sin önskan begravdes han innan hans död offentliggjordes. Sex år senare hölls en minnesgudstjänst i Washington, D.C.

### Den offentliga personen
Wernher von Braun blev snabbt mycket populär i USA genom sina böcker och offentliga uppträdanden. Han blev inte minst känd genom de tre Disney-produktionerna Man in Space (1955), Man and the Moon (1955) och Mars and Beyond (1957). I dessa kortfilmer medverkade von Braun vid Walt Disneys sida och berättade om sina teorier. Hans bok Das Marsprojekt inspirerade till science fiction-filmen Conquest of Space från 1955 som producerades av George Pal. Hans levnadshistoria filmades redan 1960 i en tysk-amerikansk samproduktion, Rymden är mitt mål, med Curd Jürgens i titelrollen. von Braun avancerade till den amerikanska rymdverksamhetens stora ansikte utåt och blev utfrågad om sin bakgrund i Tredje riket. Han distanserade sig från nazismen men uttalade vid något tillfälle att han såg en egen skuld i det arbete han gjorde för Tyskland under andra världskriget. Speciellt i Huntsville, Alabama var von Braun populär. Har var intresserad av opera och dykning med tuber. När det gällde det senare så arrangerade han kurser för ungdomar.

## Utmärkelser
Nedslagskratern Von Braun på månen är uppkallad efter honom.

## Citat
- "Vid erövrandet av rymden finns det två problem att lösa: tyngdkraften och papperskriget. Vi hade varit färdiga om det bara varit tyngdkraften"
- "Det är mitt jobb att inte vara nöjd"
- "Framsteg är vägen från det primitiva via det komplicerade till det enkla"
- "Jag tror att rymden idag är mindre farlig än gatorna i Berlin"
- "Ingenting ser så enkelt ut efteråt som en förverkligad utopi"
- "Ska vi avvakta tills det vajar en röd fana på månen?" [9]

## von Braun i populärkulturen
- Wernher von Braun besjungs i en sång av Tom Lehrer, där denne skämtar med von Brauns emigration till USA och antyder att han snart kan komma att flytta vidare till Kina.[10]

## Bildgalleri

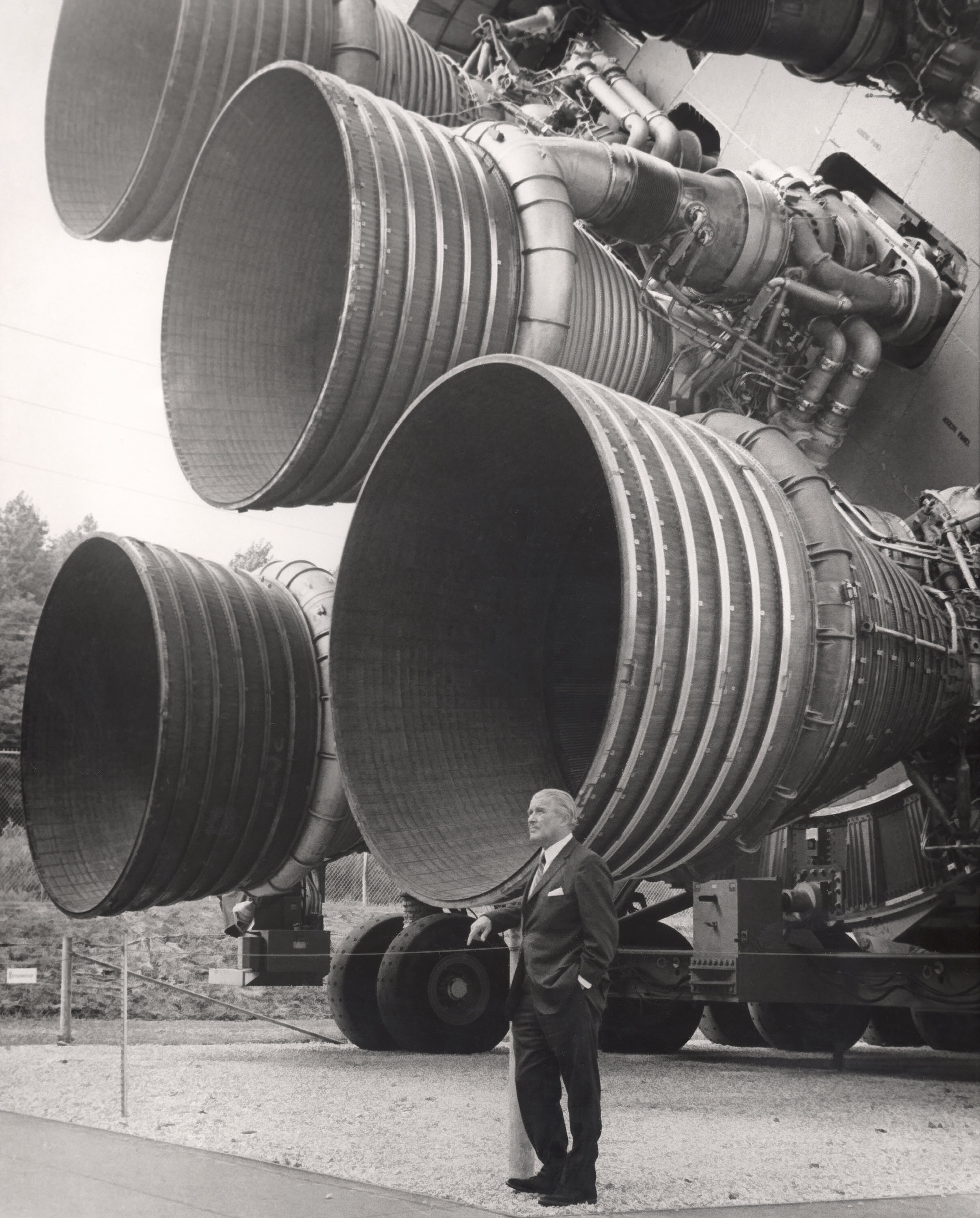
von Braun vid Saturn V:s startmotorer.
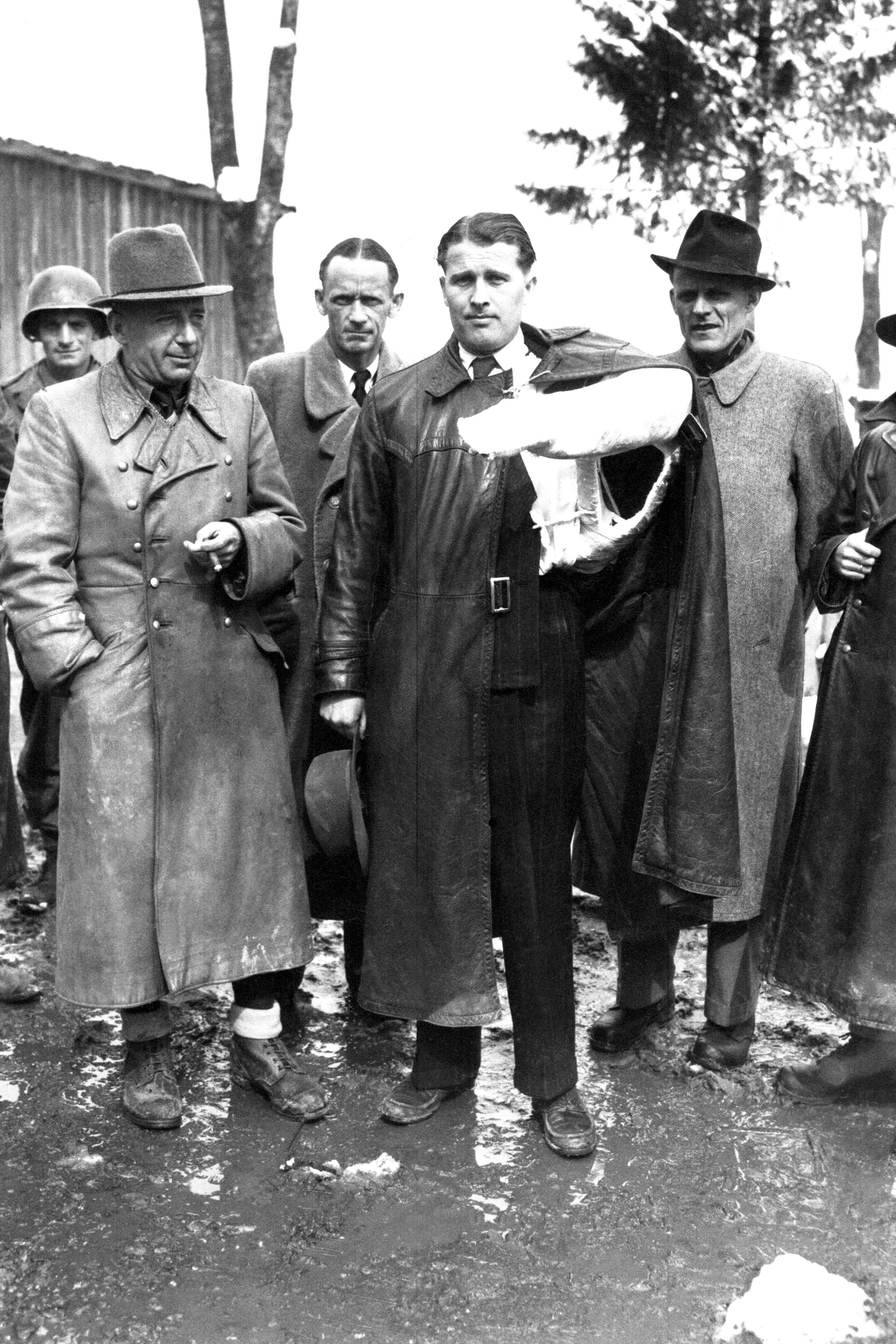
5 mars 1945: Walter Dornberger, Herbert Axter, Wernher von Braun och Hans Lindenberg har överlämnat sig till amerikanska styrkor.
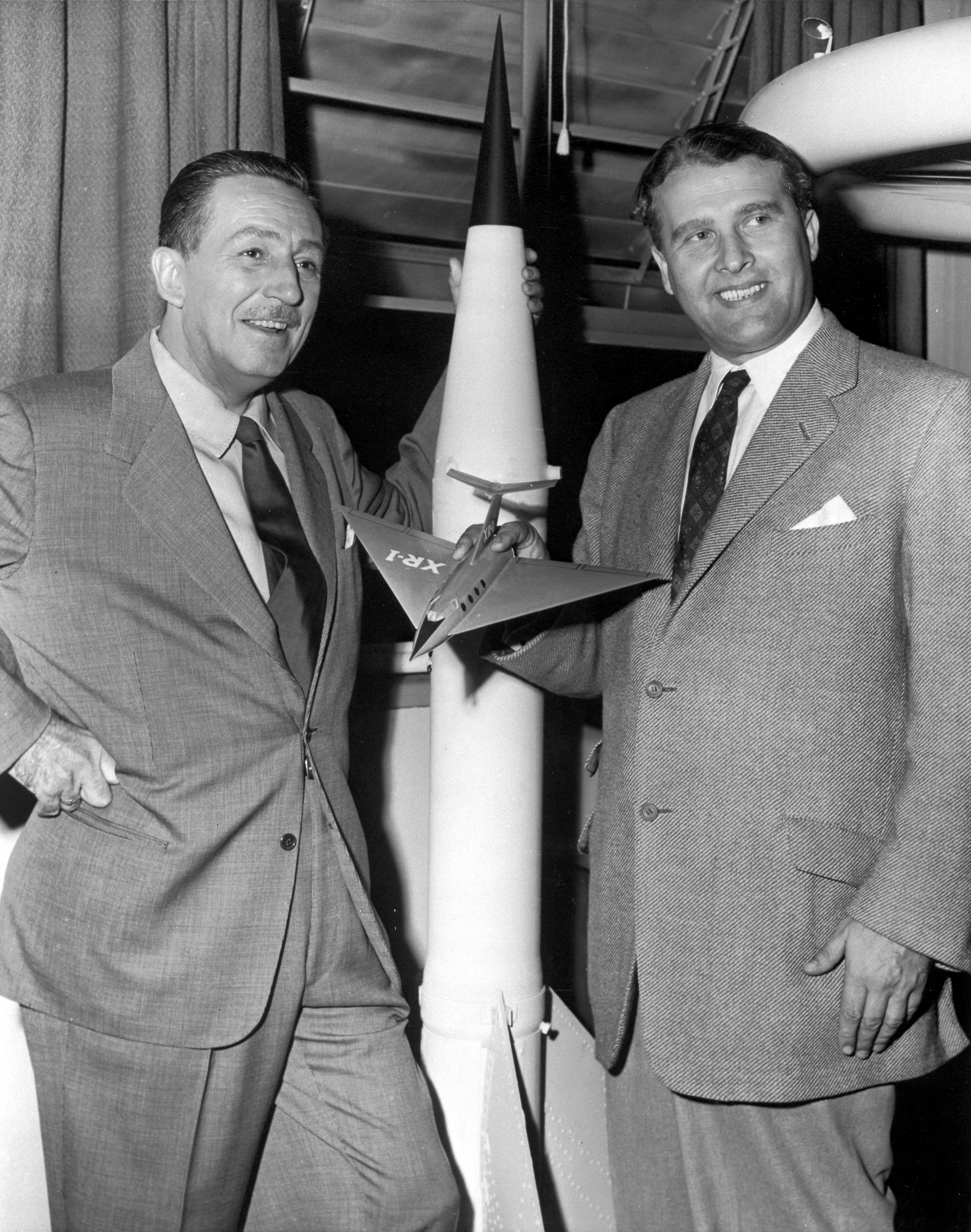
Walt Disney och Wernher von Braun 1954.
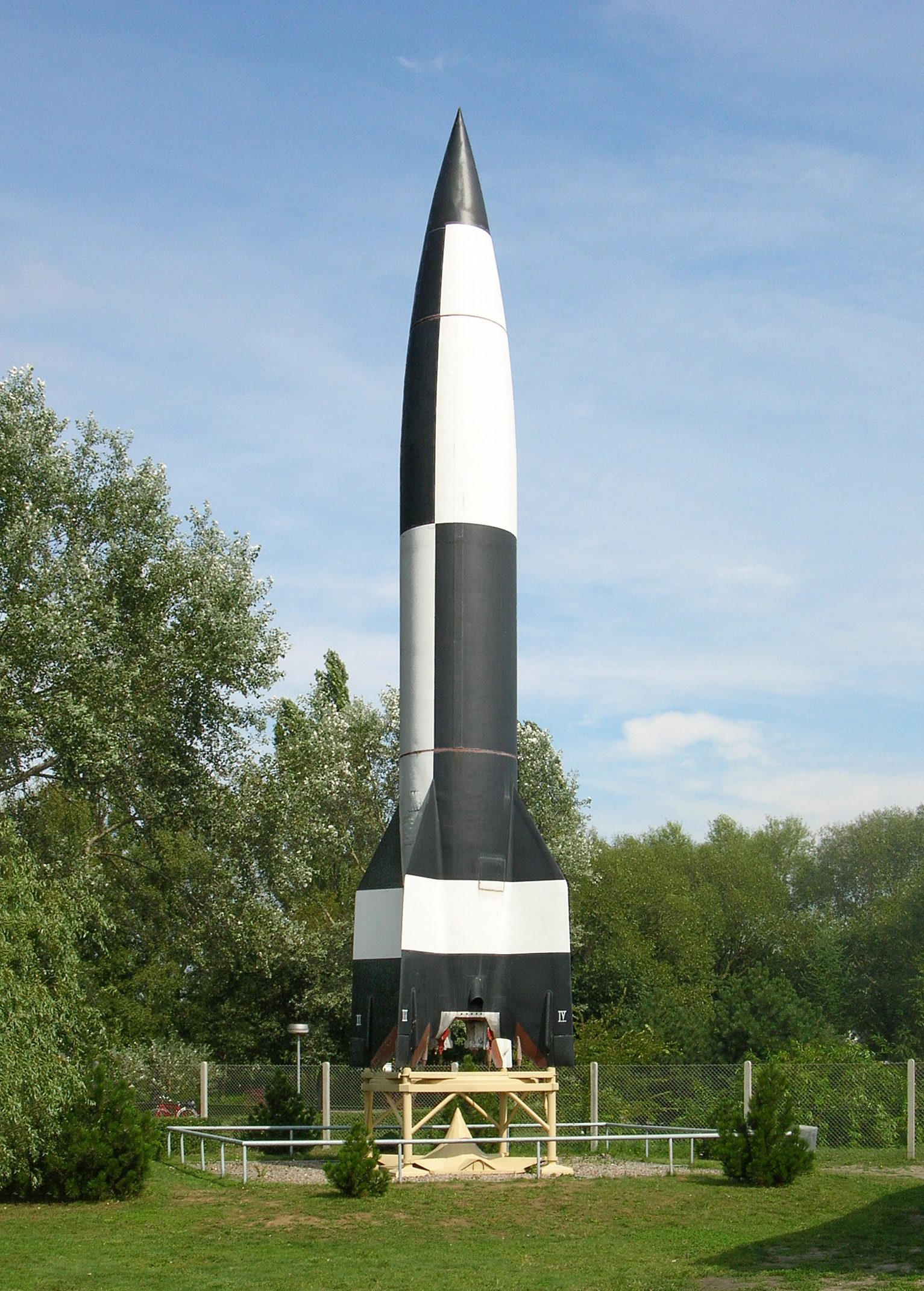
Raketen V-2 i Peenemünde.